# Christian Reich
Christian Reich (* 23. September 1967 in Aarau) ist einer der erfolgreichsten Schweizer Bobfahrer der späten 1990er und frühen 2000er Jahre.
Begonnen hat er seine Karriere als Bremser 1986. 1989 holte er mit Nico Baracchi im Viererbob WM-Silber. In dieser Funktion nahm er an den Olympischen Spielen von Albertville (1992) und Lillehammer (1994) teil. Beide Male war der Celeriner Christian Meili der Pilot.
1995 begann Christian Reich seine Pilotenkarriere. Diese ging sehr schnell voran. Bereits 1997 konnte er im Viererbob seine erste WM-Medaille als Pilot feiern. Er holte Silber hinter Reto Götschi und vor Marcel Rohner. Der dreifache Schweizer Sieg wurde jedoch später aberkannt, die Schweizer sollen  irreguläre Achsen verwendet haben.
Als Pilot nahm Reich an den Spielen in Nagano (1998) und Salt Lake City (2002) teil. Wurde er 1998 noch Vierter, holte er 2002 in Salt Lake die ersehnte Olympiamedaille im Zweierbob. Dort lieferte er sich einen packenden Zweikampf mit Christoph Langen, den dieser erst im letzten Lauf knapp für sich entscheiden konnte. Dahinter folgte mit bereits beträchtlichem Abstand Martin Annen.
Weitere Erfolge von Christian Reich waren WM-Bronze im 2er- und 4er-Bob, ein Gesamtweltcup-Sieg im 2er-Bob sowie ein Europameistertitel, diverse EM-Medaillen, zwei Schweizer Meistertitel und diverse SM-Medaillen.
Nach den Olympischen Spielen 2002 erklärte Reich seinen Rücktritt vom aktiven Sport. Danach war er erfolgreicher Headcoach des monegassischen Nationalteams (2002 bis 2006). Danach war er bis nach den Olympischen Spielen in Vancouver (2010) Materialverantwortlicher der Sparte Bob des Schweizerischen Bobsleigh-, Schlitten- und Skeleton-Sportverbandes (SBSV). In dieser Funktion war er auch Co-Projektleiter des Materialentwicklungsprojekts «CITIUS» welches der SBSV zusammen mit der Eidgenössischen Technischen Hochschule (ETH) Zürich und namhaften Partnern aus der Industrie (SIA, SIKA, VZUG, Georg Kaufmann, Indrohag, Quadrant, RUAG etc.) realisierte. Im Herbst 2010 wurde er zum neuen Vizepräsidenten Sport des internationalen Bobverbandes FIBT gewählt.